# Gobierno provisional de la República de Corea
El Gobierno provisional de la República de Corea (en hangul, 대한민국임시정부; en hanja, 大韓民國臨時政府; romanización revisada, Daehan Min-guk Imsijeongbu; McCune-Reischauer, Taehan Min'guk Imsijŏngbu) fue un gobierno en el exilio parcialmente reconocido, establecido en Shanghái, República de China, y luego en Chongqing durante la ocupación japonesa de Corea.

## Historia
El gobierno fue formado el 13 de abril de 1919, poco después del movimiento primero de marzo de ese mismo año, durante el régimen colonial japonés.
No fue reconocido formalmente por las grandes potencias, aunque recibió una modesta forma de reconocimiento por el Gobierno Nacionalista de China y por algunos otros gobiernos, la mayoría de ellos también en el exilio.
El Gobierno Provisional luchó en contra del gobierno colonial japonés, que duró de 1910 a 1945. Además coordinó una resistencia armada en contra del ejército imperial japonés durante la década de 1920 y la década de 1930, incluyendo la Batalla de Chingshanli en octubre de 1920 y el ataque hacia el ejército japonés en Shanghái en abril de 1932.
Esta lucha culminó en la formación del Ejército de Liberación de Corea en 1940, que unió a muchos, si no es que a todos, los grupos de resistencia coreanos en el exilio. El gobierno rápidamente declaró la guerra a Japón y Alemania el 9 de diciembre de 1941, mientras que el Ejército de Liberación luchó en una acción conjunta en China y algunas partes del Sureste Asiático.
Antes del final de la Segunda Guerra Mundial, el Ejército de Liberación de Corea estaba preparando un asalto en contra de las fuerzas de ocupación japonesas en conjunto con la Oficina de Servicios Estratégicos de los Estados Unidos, pero la rendición japonesa frustró la ejecución del plan.
El preámbulo de la Constitución de la República de Corea reconoce al Gobierno Provisional como el régimen de iure durante el período entre 1919 y 1948. Los inmuebles utilizados por el Gobierno Provisional en Shanghái y Chongqing fueron convertidos en museos.

## Listado de presidentes del Gobierno Provisional de la República de Corea
Jefes de Estado del gobierno provisional
1. Rhee Syng-man (11 de septiembre de 1919 – 21 de marzo de 1925) Enjuiciado
  - Yi Dongnyeong (16 de junio de 1924 - 11 de diciembre de 1924) Actuante
  - Park Eunsik (11 de diciembre de 1924 - 24 de marzo de 1925) Actuante
2. Park Eunsik (24 de marzo de 1925 - septiembre de 1925)
  - Yi Yu-pil (septiembre de 1925) Actuante
3. Yi Sang-ryong (septiembre de 1925 – enero de 1926)
4. Yang Gi-tak (enero de 1926 - 29 de abril de 1926)
5. Yi Dongnyeong (29 de abril de 1926 - 3 de mayo de 1926)
6. Ahn Chang-ho (3 de mayo de 1926 - 16 de mayo de 1926)
7. Yi Dongnyeong (16 de mayo de 1926 - 7 de julio de 1926)
8. Hong Jin (7 de julio de 1926 - 14 de diciembre de 1926)[3]
9. Kim Koo (14 de diciembre de 1926 - agosto de 1927)
10. Yi Dongnyeong (agosto de 1927 - 24 de junio de 1933)
11. Song Byeong-jo (24 de junio de 1933 - octubre de 1933)
12. Yi Dongnyeong (octubre de 1933 - 13 de marzo de 1940) Murió en el cargo
13. Kim Koo (13 de marzo de 1940 - marzo de 1947)
14. Rhee Syng-man (marzo de 1947 - 15 de agosto de 1948) Se convierte en el primer Presidente de Corea del Sur

## Galería

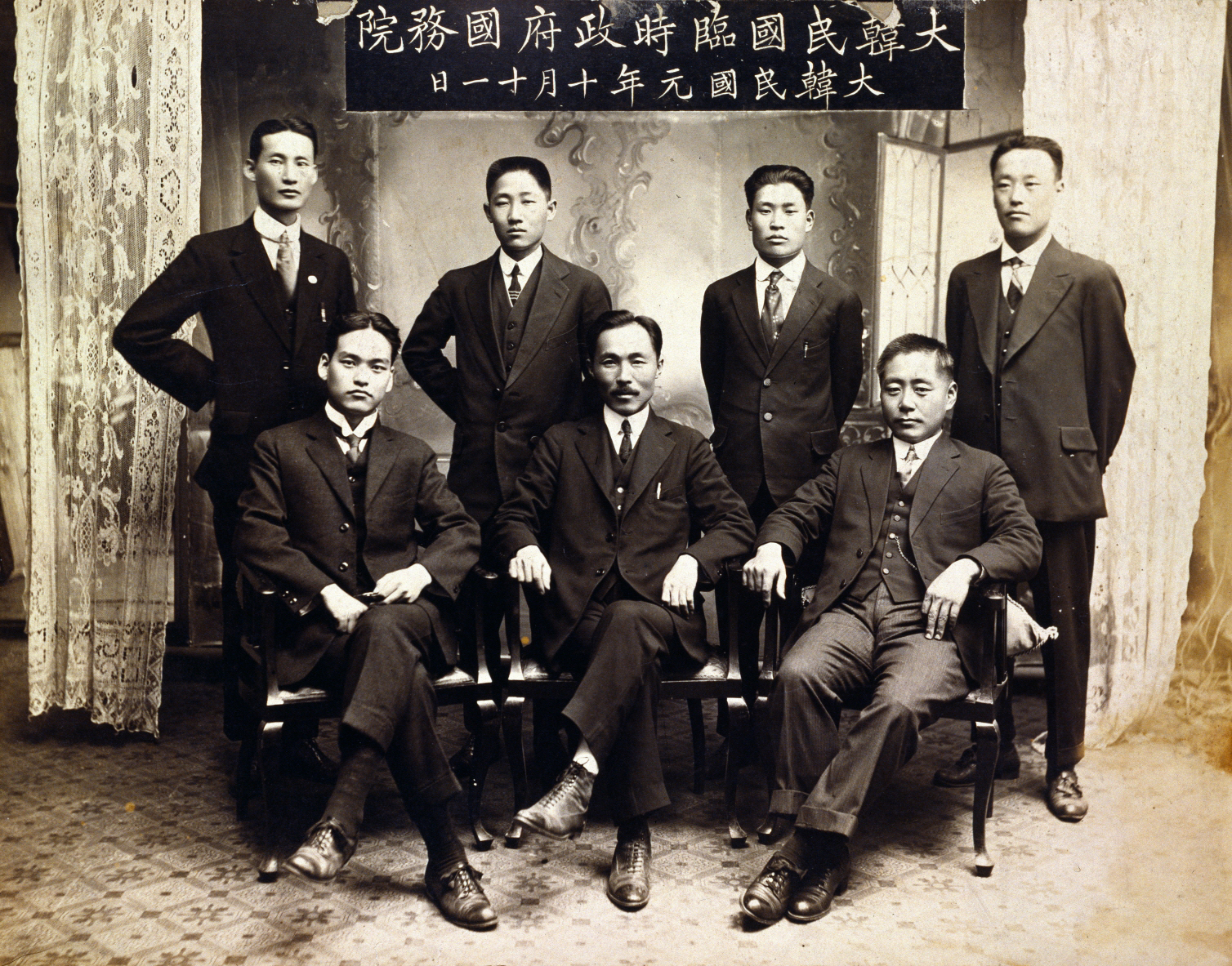
Fotografía tomada para recordar el establecimiento del Gobierno Provisional de la República de Corea, 1919.
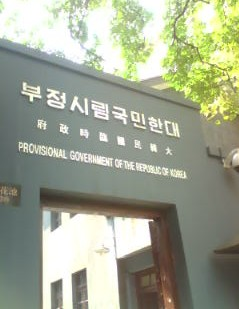
El museo en Chongqing, China.
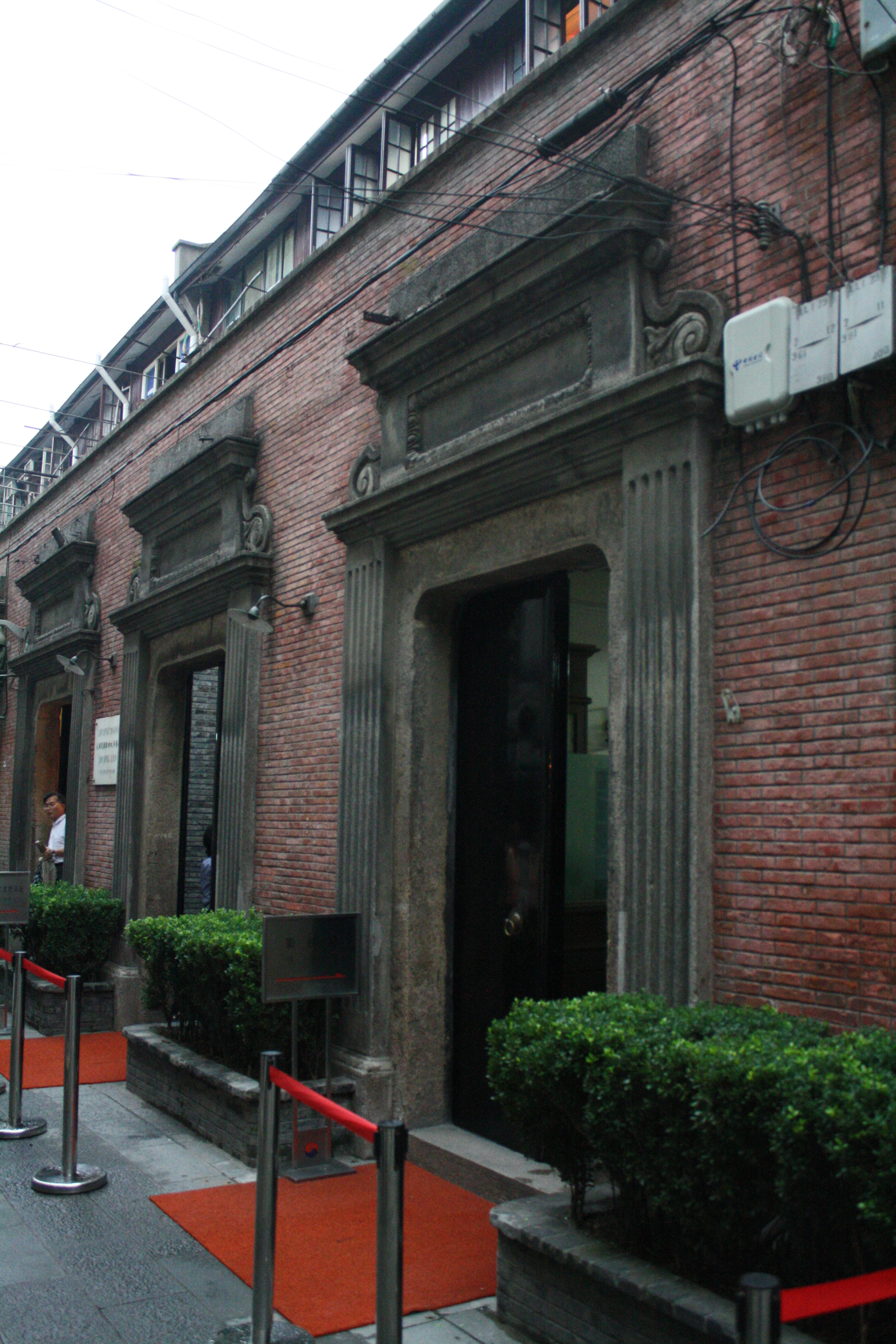
Edificio del Gobierno Provisional de la República de Corea en Shanghái.